# رايموند إس. بورتون
رايموند إس. بورتون (بالإنجليزية: Raymond S. Burton)‏ هو سياسي أمريكي، ولد في 13 أغسطس 1939 في برلينغتون في الولايات المتحدة، وتوفي في 12 نوفمبر 2013 في الولايات المتحدة. حزبياً، نشط في الحزب الجمهوري.